# Джонатан Левін
Джонатан А. Левін (/ləˈviːn/ lə-VEEN;[1] нар. 18 червня 1976) — американський кінорежисер і сценарист.

## Раннє життя та освіта
Левін народився і виріс у Нью-Йорку в єврейській сім'ї. Він відвідував школу Святого Бернарда на Мангеттені та Академію Філліпса в Андовері, штат Массачусетс. Здобув ступінь бакалавра в Університеті Брауна, де спеціалізувався на художній семіотиці. Здобув ступінь магістра образотворчих мистецтв (MFA) з кінорежисури в Американському інституті кіномистецтва в Лос-Анджелесі, в його Консерваторії AFI.

## Кар'єра
Левін був асистентом режисера Пола Шредера до початку його власної режисерської кар'єри. 2006 року він був номінований на нагороду за найкращий незалежний міні-фільм на Black Reel Awards за короткометражний фільм «Осколки» (2004), який також здобув почесну відзнаку на Бруклінському кінофестивалі 2005 року за найкращу операторську роботу Петри Корнер. Сценарист і режисер документального короткометражного фільму «Байти кохання» (2005), в якому він вирушає в подорож по країні, щоб знайти кохання у великих містах за допомогою ноутбука та Audi A3.
Його повнометражним режисерським дебютом став драматичний фільм жахів «Усі хлопці люблять Менді Лейн» 2006 року з Ембер Герд у головній ролі за сценарієм Джейкоба Формана. Прем'єра фільму відбулася на Міжнародному кінофестивалі в Торонто 2006 року, після чого його показували на кінофестивалях у Сітжасі, South by Southwest, Лондонському кінофестивалі FrightFest та IFI Horrorthon у Французькій сінематеці. У 2008 році він написав сценарій і зняв фільм «Дивацтво» з Джошем Пеком у головній ролі. Фільм отримав Приз глядацьких симпатій на кінофестивалі «Санденс» у 2008 році, а також був номінований на Головний приз журі (драматичний фільм). «Дивацтво» також отримало нагороду за найкращий оповідний фільм на кінофестивалі в Лос-Анджелесі у 2008 році, нагороду за найпопулярніший повнометражний фільм на Мельбурнському міжнародному кінофестивалі у 2008 році, а також було номіновано на нагороду за найкращий дебютний сценарій на кінопремії «Незалежний дух» у 2008 році. Крім того, фільм отримав нагороду за найкращий міжнародний повнометражний фільм на Цюрихському кінофестивалі 2008 року.
1. ↑  Bibliothèque nationale de France BNF: платформа відкритих даних — 2011.
2. ↑  CONOR.Sl